# Beaufort (brânză)

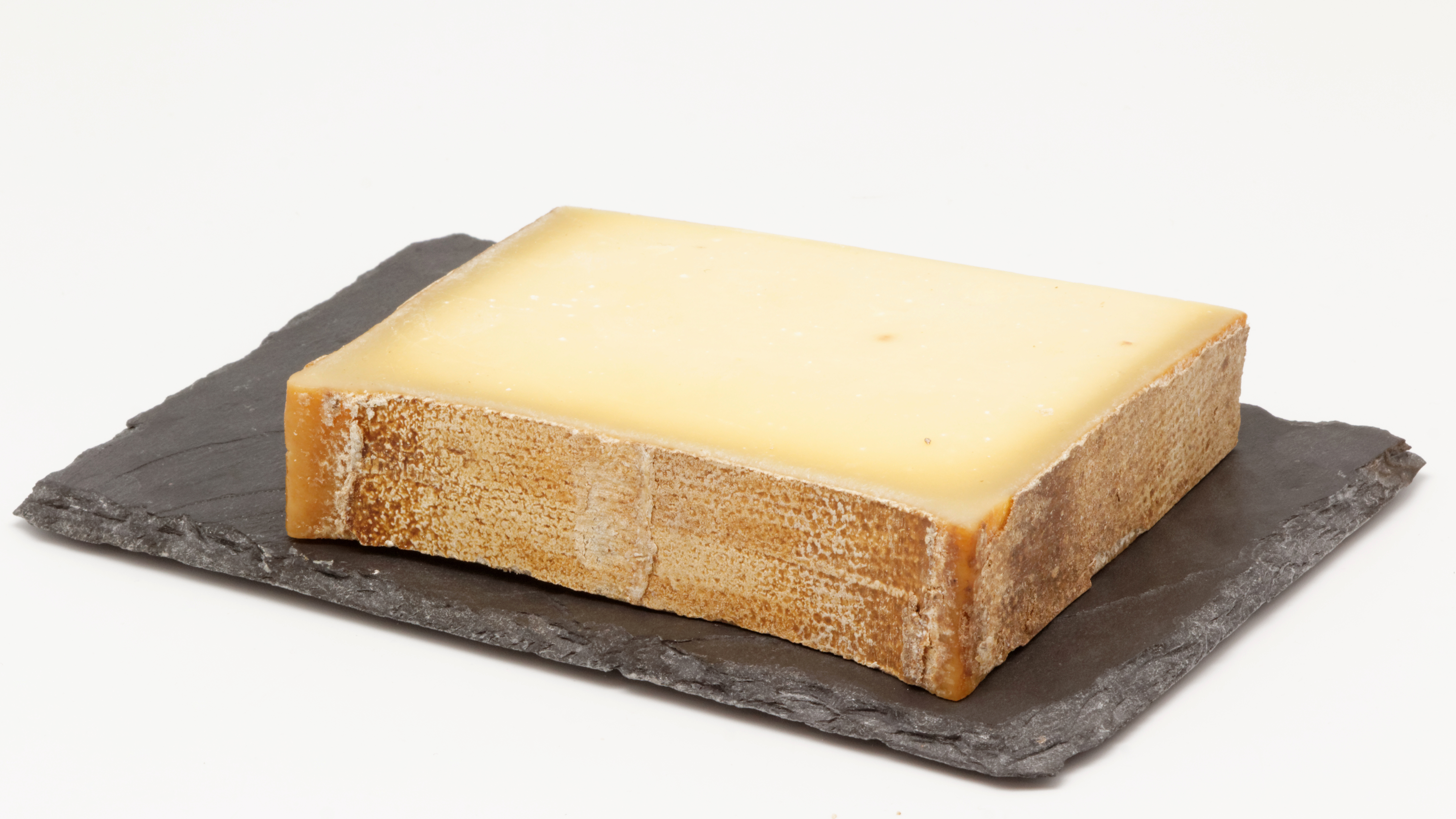
Brânza Beaufort

Beaufortul este  o brânză franceză din lapte crud de vacă, presată, cu pastă tare, asemănătoare cu Gruyère-ului. Se produce în regiunea Savoie, în special în Valea Beaufortain, al cărei nume îl poartă. Este folosită în mai multe feluri de mâncare tipice din gastronomia locală, inclusiv fondue savoiardă (brânză topită) și crozets gratinate.
Se prezintă sub forma de roată cilindrică plată (în franceză meule), cu marginea exterioară concavă, cu diametrul variind de la 35 la 75 cm și greutatea între 40 și 45 kg. Pasta este netedă, fondantă, fără să fie lipicioasă, de culoare variind de la ivoriu la galben deschis. Perioada de maturare durează cel puțin cinci luni. Există trei tipuri de brânzeturi Beaufort: Beaufortul simplu, cel „de vară”, obținut cu lapte recoltat în perioada iunie-octombrie, și cel denumit „chalet d’alpage”, produs în stâne.
Brânza Beaufort face obiectul unei denumiri de origine controlată (AOC) în Franța din anul 1968, apoi a obținut o denumire de origine protejată (AOP) în Uniunea Europeană. Zona delimitată a denumirii se întinde pe 400.000 hectare. Laptele este obținut de la vaci de rasă Abondance sau Tarentaise. Producția de Beaufort AOP era de 4.000 tone în anul 2005.